# Romaninî, Slavuta
Romaninî (în ucraineană Романіни) este un sat în comuna Mînkivți din raionul Slavuta, regiunea Hmelnîțkîi, Ucraina.

## Demografie
Componența lingvistică a localității Romaninî
     Ucraineană (98%)
     Rusă (1,6%)
Conform recensământului din 2001, majoritatea populației localității Romaninî era vorbitoare de ucraineană (98%), existând în minoritate și vorbitori de rusă (1,6%).